# Europejskie Ramy Interoperacyjności
Europejskie Ramy Interoperacyjności (EIF) są zestawem zaleceń, które specyfikują jak administracje, gospodarka i obywatele komunikują się ze sobą wewnątrz Unii Europejskiej i poprzez granice państw członkowskich Unii Europejskiej. 
EIF jest faktycznie ramową architekturą korporacyjną zorientowaną na największą możliwą skalę działania, zaprojektowaną do promowania integracji wielu suwerennych państw narodowych, a konkretnie państw członkowskich Unii Europejskiej.
Pierwsza wersja EIF 1.0 została wydana w listopadzie 2004 roku w ramach programu Interoperable Delivery of European eGovernment Services to public Administrations, Businesses and Citizens (IDABC). Od grudnia 2009 roku prace nad EIF były kontynuowane w ramach programu Interoperability Solutions for European Public Administrations (ISA).
Druga wersja EIF została opublikowana jako załącznik 2 do KOMUNIKATU KOMISJI DO PARLAMENTU EUROPEJSKIEGO, RADY, EUROPEJSKIEGO KOMITETU EKONOMICZNO-SPOŁECZNEGO I KOMITETU REGIONÓW pod tytułem W kierunku interoperacyjności europejskich usług użyteczności publicznej.